# Paulínia Magia do Cinema
Paulínia Magia do Cinema é um projeto criado pela administração municipal de Paulínia visando dinamizar a economia da cidade através do cinema e do turismo.

## Pólo Cinematográfico de Paulínia
O Pólo Cinematográfico de Paulínia foi idealizado pela Secretaria da Cultura. São quatro estúdios, escritórios temporários, motor-home (casa motorizada), trailer (camarim móvel), e uma escola de formação técnica, a ESCOLA MAGIA DO CINEMA.